# Michael Bindlechner

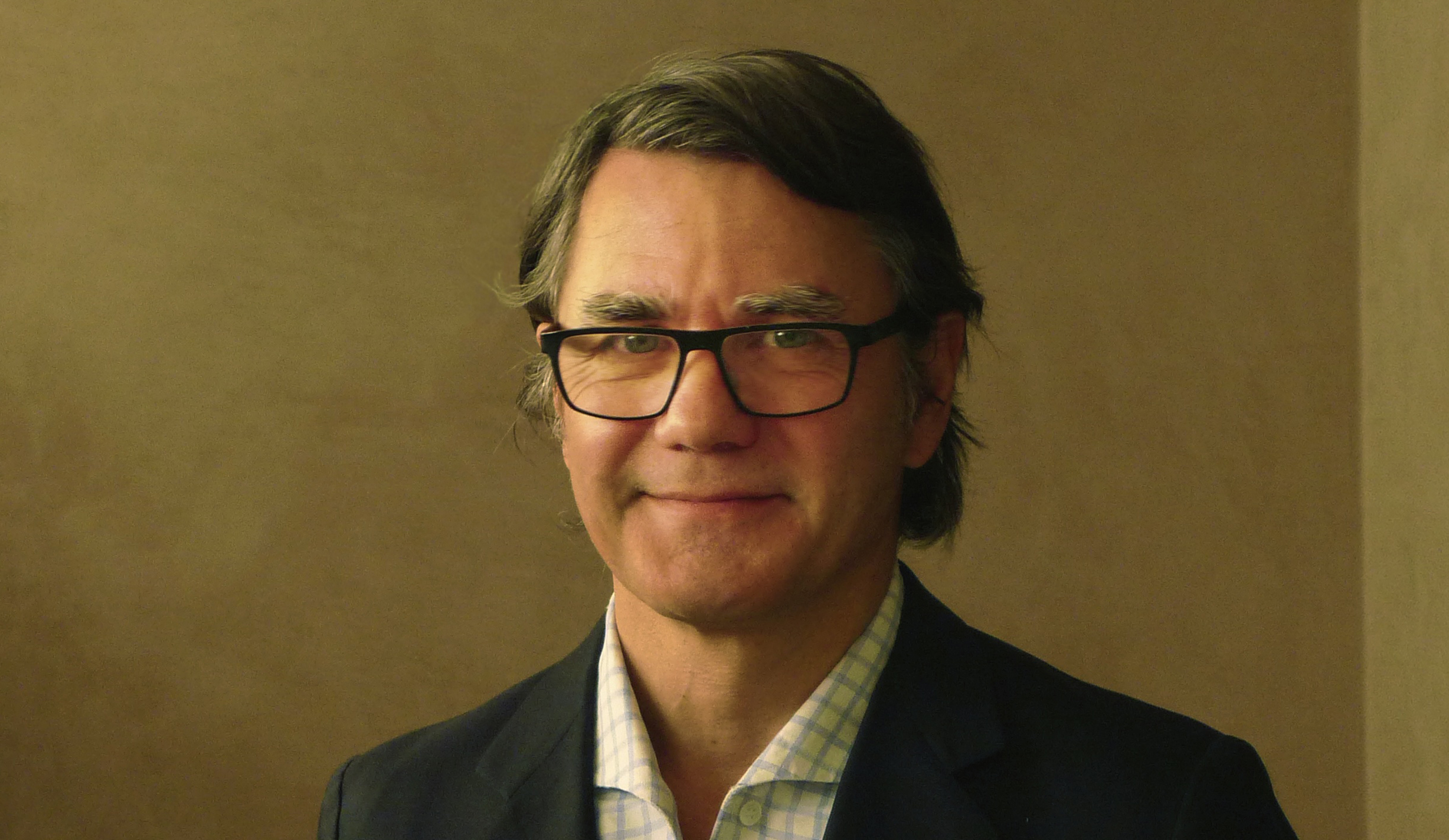

Michael Bindlechner (* 3. September 1957 in Laa an der Thaya, Niederösterreich) ist ein österreichischer Regisseur, Kameramann und Produzent.

## Leben
Michael Bindlechner wurde in Laa an der Thaya, einer Kleinstadt in Niederösterreich, als Sohn einer Drogistenfamilie geboren. Schon mit zehn Jahren spielte er seine erste Filmrolle, als Max, in der Spielfilmproduktion Max und Moritz, woraufhin er nach den Dreharbeiten eine Fotokamera als Erinnerungsgeschenk erhielt.
Nach Abschluss einer Fotografenlehre arbeitete er als Kameraassistent für Kameramänner wie Derek Vanlint, Toni Imi u. v. m. 1980 begann er selbstständig als Kameramann zu arbeiten und drehte weltweit Dokumentar- und Fernsehfilme. Im Jahre 1987 wurde er Regisseur und drehte über 250 Werbefilme im In- und Ausland. Für seine Arbeiten erhielt er zahlreiche internationale Auszeichnungen, unter anderem den Goldenen Löwen von Cannes.
1993 gründete Michael Bindlechner die Filmproduktion FRAMES mit Sitz in Wien und produzierte den Kinospielfilm „In Heaven“, bei dem er auch selbst Regie führte. Für „In Heaven“, mit Merab Ninidze, Sylvie Testud und Xaver Hutter, erhielt er zahlreiche internationale Preise. In der Werbebranche machte sich Bindlechner sowohl als Regisseur als auch als Produzent mit seiner FRAMES Filmproduktion international einen Namen. Michael Bindlechners Spezialgebiet neben „storytelling“ ist der „Food- & Tabletop“-Bereich, in dem er zur Weltspitze zählt.
Während einer Auszeit Anfang 2000 zog er sich in seine zweite Wahlheimat nach Edelprinz im nördlichen Waldviertel zurück und schrieb 2003 das Buch „Edelprinzer Gärtnerjahr. Tagebuch einer Auszeit“.

## Auszeichnungen (Auswahl)
- Goldener Löwe, Cannes
- British Television Register
- „National Gold Award“, Hongkong Filmfestival
- Clio – nominee, New York
- „Tiger Award“ – competition, Rotterdam
- „Max Ophüls Award“ – nominee, Saarbrücken
- 2015: Diagonale-Preis "Best Cinematography" für Superwelt[1]
- 2015: Festival del Cinema Europeo Winner Best Cinematography für Superwelt[2]

## Filmografie (Auswahl)

### Spielfilme
- 1998 "In Heaven", Regie
- 2004 „C(r)ook“, Co-Produzent
- 2006 „Das Eis bricht“, Produzent
- 2014 „SUPERWORLD“, Fotografische Leitung

### Werbefilme (Regie)
über 250 Werbefilme, u. a. für:
- Lindt & Sprüngli (Schweiz),
- McDonald’s (Deutschland),
- Mars (Frankreich),
- Knorr (Deutschland),
- Stouffer’s (Nestlé USA),
- Rossia – generous soul (Nestlé Russland),
- Gösser (Österreich)